# Бурдаков, Иван Семёнович
Иван Семёнович Бурдаков (1853, Екатеринбург, Пермская губерния — 20 декабря 1906, Екатеринбург, Пермская губерния) — екатеринбургский купец и общественный деятель, городской голова в 1895—1898 годах.

## Биография
Родился в Екатеринбурге в середине 1850-х годов в семье Семёна Михайловича Бурдакова, уроженца села Груздево Вязниковского уезда Владимирской губернии, крепостного крестьянина, который в конце 1830-х − начале 1840-х годов перебрался на Урал. Скопив небольшой капитал, он начал собственное дело. В 1846 году Семён Бурдаков стал вольноотпущенником, а с 18 декабря 1848 года числился екатеринбургским купцом 3-й гильдии. Он торговал мануфактурными товарами, также открыл в Екатеринбурге бакалейный магазин и ренсковый погреб.
Иван получил хорошее образование, окончив в 1870 году с серебряной медалью екатеринбургскую мужскую гимназию. Затем поступил в Казанский университет, но через год оставил его и продолжил образование в Петербургском технологическом институте, по окончании которого получил звание инженера-технолога. Вернувшись в Екатеринбург, он женился 14 мая 1879 года на дочери алапаевского купца Алексея Савиновича Оленева — Екатерине.
Сначала новоиспечённый инженер-технолог был помощником отца в коммерческих делах, а после его смерти начал собственное дело. В 1890 году он организовал добычу хромистого железняка в Каменской казённой даче. Одновременно с разработкой рудника, на территории «Шульцевского заведения», доставшегося от отца, небольшой химический завод, который был ориентирован на производства хромпика. Экономический кризис начала XX века осложнил положение Бурдакова, и ему пришлось сворачивать добычу хромистого железняка и производство хромпика. Он решил перепрофилировать хромпиковый завод на производство минеральных красок. Одновременно он начал сотрудничество с одной из крупнейших в Российской империи акционерной страховой компании «Россия», став её агентом.
Кроме предпринимательской, Иван Семёнович принимал участие и в общественной жизни Екатеринбурга. Бурдаков сотрудничал с Екатеринбургским вольным пожарным обществом, был одним из старейших его членов и занимал в этой организации ряд ответственных постов. По поручению общества он неоднократно являлся членом городского пожарного комитета. Также сотрудничал с Екатеринбургским обществом взаимного вспоможения приказчиков, за что был избран почётным членом этой организации. С 1894 года Иван Семёнович Бурдаков стал гласным городской думы, а также членом городской управы. Когда пост городского головы Екатеринбурга в начале 1895 года стал вакантным, Бурдаков был выдвинут кандидатом на пост градоначальника и 12 апреля 1895 года был избран городским головой. Из-за неконструктивности чиновников возглавляемой им городской управы, Иван Семёнович не стал дожидаться окончания срока службы и отказался от должности 17 мая 1898 года и в этом же году был избран гласным думы, оставаясь в её составе вплоть до своей смерти.
В конце жизни И. С. Бурдаков был членом и председателем Арамильской комиссии общества попечения о начальном образовании в Екатеринбурге и его уезде, а также деятельным сотрудником братства святого Симеона Верхотурского. Ещё занимая пост городского головы, он помог братству безвозмездно получить участок земли, на котором позднее была построена Симеоновская церковь-школа. Незадолго до смерти он составил духовное завещание, в котором была завещана крупная сумма на строительства школьного здания в селе Патруши.
Умер 20 декабря 1906 года.